# 下一站，幸福 (電影)
《下一站，幸福》（英語：The Station Agent，又译《心靈驛站》），2003年的美国独立电影。电影的导演和编剧是湯瑪士·麥卡錫，他因此片获得独立精神奖最佳处女编剧奖。
电影从生活的细节中，揭示了每一个受伤的心灵都希望得到安慰、沟通和友谊。

## 剧情
芬巴走到哪都十分引人注目，因為他有著異於常人的矮小個頭，常會有人因此嘲笑他的侏儒身材。由於芬巴是個侏儒，使得他性格孤獨。芬巴無法改變自己外表，他只好選擇避開人群。除了平時只與一位老黑人來往之外，芬巴孤獨生活中的另一項寄託，就是他熱中研究的各式火車。他的朋友去世后，他只好去新泽西一个废弃的火车站生活。刚开始他想继续过这孤独的日子。可是慢慢的，一些人闯进了他的生活，如父親生病仍十分熱情的賣咖啡商人，如有儿子早逝的女画家。他们原本都在这个人烟稀少的乡下正常生活，可是他们逐渐却产生了友谊......

## 演员
- 彼得·汀克萊傑 Peter Dinklage 飾演 芬巴（Finbar McBride）
- 派翠西亞·克拉克森 Patricia Clarkson 飾演 奧利維亞（Olivia Harris）
- 理查德·坎德 Richard Kind 飾演 路易（Louis Tiboni）
- 鲍比·坎纳瓦尔 Bobby Cannavale 飾演 喬（Joe Oramas）
- 蜜雪兒·威廉絲 Michelle Williams 飾演 埃米莉（Emily）
- 鲍拉·加茜丝 Paula Garcés——Cashier (as Paula Garces)
- 乔什·帕斯 Josh Pais——Carl
- Raven Goodwin——Cleo

## 所获荣誉
该电影在各大电影节获得数项大奖。（页面存档备份，存于）
- 英国电影和电视艺术学院最佳原创剧本
- 波士顿影评人协会最佳女配角
- 独立精神奖最佳处女编剧奖
- 圣丹斯电影节获得观众票选、最佳剧本、最佳女主角奖项